# 3,4,5-三甲氧基苯甲醛
3,4,5-三甲氧基苯甲醛（英語：3,4,5-Trimethoxybenzaldehyde）是一种有机化合物，分子式C10H12O4，可看做苯甲醛的三取代产物，能作为甲氧苄啶等药物有机合成的中间体。